# Schlachten!
Schlachten! ist ein Theaterstück von Tom Lanoye und Luk Perceval nach den Rosenkriegen von William Shakespeare. Es fasst die acht Königsdramen Shakespeares zu einem umfangreichen Werk mit den Teilen Richard Deuxième, Heinrich 4, Der Fünfte Heinrich, Margaretha di Napoli, Eddy the King und Dirty Rich Modderfocker der Dritte zusammen. Die flämische Originalversion Ten Oorlog (Zum Krieg) wurde 1997 in Gent uraufgeführt, die deutschsprachige als zwölfstündiger Theatermarathon 1999.

## Deutschsprachige Erstinszenierung
Die Salzburger Festspiele 1999 und das Deutsche Schauspielhaus Hamburg führten das von Rainer Kersten und Klaus Reichert ins Deutsche übersetzte Werk in einer Koproduktion auf. Premieren waren am 25. Juli 1999 in Salzburg auf der Pernerinsel in Hallein und am 2. Oktober 1999 in Hamburg. Die Vorstellung ging über zwölf Stunden, darunter neun Stunden reine Spielzeit. Regie führte Luk Perceval. Zum Ensemble gehörten: Wolf Bachofner, Jytte-Merle Böhrnsen, Marion Breckwoldt, René Dumont, Gundi Ellert, Bernd Grawert, Andreas Grothgar, Max Hopp, Nina Kunzendorf, Oliver Masucci, Wolfgang Pregler, Roland Renner, Thomas Thieme und Oda Thormeyer.
Die Aufführung wurde von den Kritikern von Theater heute zur Inszenierung des Jahres gewählt. Thomas Thieme als Dirty Rich Modderfocker wurde Schauspieler des Jahres 2000.

## Weitere Inszenierungen
Im Jahr 2005 inszenierte Thomas Thieme am Deutschen Nationaltheater Weimar unter dem Titel Margaretha. Eddy. Dirty Rich drei Teile von Schlachten!. Unter anderem spielte Hans-Peter Minetti, zum Theaterensemble gesellten sich Laienschauspieler wie Jimmy Hartwig.
Im Jahr 2011 inszenierte Micha Pöllmann am Dschungel Wien Dirty Rich und kombinierte dabei Auszüge aus Schlachten! mit Zitaten von jugendlichen Schulamokläufern und zeitgenössischem Tanz. Die Inszenierung wurde für den STELLA11 – Darstellender.Kunst:preis für junges Publikum (Österreich) nominiert. 2016 inszenierte Christoph Frick alle sechs Stücke von Schlachten! am Theater Freiburg.
Am Düsseldorfer Schauspielhaus (D’Haus) inszenierte David Bösch den letzten Teil von Schlachten! in einer kompakten Neufassung, aber auch mit einigen neuen Texten von Lanoye. Diese Version wurde dort unter dem Titel Henry VI & Margaretha di Napoli am 14. Dezember 2019 uraufgeführt.
Auch das Vier-Stunden-Stück Richard the Kid & the King verwendet u. a. Texte aus Schlachten!, speziell aus Eddy the King. Es wurde am 25. Juli 2021 während des pandemiebedingt ausgedehnten Jubiläums 100 Jahre Salzburger Festspiele auf der Pernerinsel in Hallein uraufgeführt – mit Lina Beckmann in der Hauptrolle. Regie bei dieser Koproduktion mit dem Schauspielhaus Hamburg führte Karin Henkel.